# Gravago
Gravago es una Fracción geográfica de la comuna de Bardi, en la provincia de Parma en Italia. Se encuentra en un valle subdividido en varias localidades, como la zona de Noveglia, cercana al afluente del mismo nombre que desemboca en el río Ceno.
El territorio comprende varios lugares destacados y próximos entre sí, como el Monasterio, una localidad llamada Bre y la Pieve  que se encuentran a solo a 6 km del centro administrativo de Bardi. 
El área del valle de Noveglia en sus inicios fue ocupada por los Ligures. En el siglo VI surge un monasterio benedictino de la (Orden de San Benito)   dedicado al Arcángel Miguel, que posteriormente sería adorado y formaría parte del Culto a San Miguel Arcángel entre los lombardos quienes conquistaron el territorio a fines de este mismo siglo. De hecho Gravago al igual que los monasterios de Val Tolla, Pellizone, Berceto surgen de las donaciones realizadas por los Reyes lombardos.
Al lugar se podía acceder desde la Vía Francígena  también llamado el camino de los monasterios lombardos  (Ruta que conduce desde Plasencia (Italia) a Pontremoli, pasando por Fiorenzuola d'Arda, Castell'Arquato y Bardi.
Sobre la existencia del monasterio de San Miguel Arcángel constan registros del año 744  cuando se nombra en el privilegio y diploma  del Rey de los lombardos Ildebrando, conservado en los archivos de la Catedral de Piacenza  y en un documento del Rey de los lombardos Rachis  junto con los monasterios de Val Tolla y Fiorenzuola.
El Castillo de Gravago fue una importante fortaleza defensiva, pese a ser construido el siglo VII  aún se conservan partes de sus vestigios. En sus inicios fue la propiedad de la familia Platoni, contaba con una torre de avistamiento y fijaba un punto de paso entre el Valle del Ceno y del Taro.